# Ngư Huyền Cơ
Ngư Huyền Cơ (chữ Hán: 魚玄機; 844 - 871), tự Ấu Vi (幼薇), lại có tự Huệ Lan (惠蘭), là một tài nữ trứ danh và là một kĩ nữ tuyệt sắc vào thời kì Vãn Đường trong lịch sử Trung Quốc. Về sau, do hoàn cảnh gia đình, bà buộc phải xuất gia làm đạo sĩ.
Nổi danh là một tuyệt sắc giai nhân và là một nữ thi nhân tài năng, bà từng là tiểu thiếp của một nhà quyền quý, nhưng sau bị phụ bạc nên xuất gia làm đạo sĩ, giao du với nhiều nho sinh mặc khách, phóng đãng một thời. Cuối cùng, do bị khép tội giết tỳ nữ, bà bị xử trảm khi tuổi đời còn chưa quá 30 tuổi. Bà nổi tiếng với câu thán: "Dị cầu vô giá bảo, nan đắc hữu tình lang" (易求無價寶，難得有情郎; dễ tìm được bảo vật vô giá, khó có được người chồng có tình cảm). Về sau, câu cú thán này lưu danh thiên cổ, được hậu nhân lấy đó mà tâm đắc tài nghệ của bà.
Thời kì nhà Đường có 4 tài nữ được đương thời xưng là Đường triều Tứ đại nữ thi nhân (唐朝四大女诗人), bao gồm: Tiết Đào, Ngư Huyền Cơ, Lý Quý Lan và Lưu Thái Xuân.

## Tiểu sử
Thân thế của Ngư Huyền Cơ cho đến nay vẫn còn tương đối còn mơ hồ. Ước chừng, Ngư thị được sinh ra vào năm Hội Xương thứ 4 (844) tại kinh đô Trường An, thời kì Đường Vũ Tông. Cha bà là một trí thức, từng ôm mộng công danh nhưng không thành, vì thế bao nhiêu tâm huyết họ Ngư đều dồn hết cho cô con gái độc nhất của mình. Ngay từ nhỏ, Huyền Cơ đã được cha dạy viết chữ, làm thơ.
Tuy nhiên, khi Huyền Cơ chưa đầy 10 tuổi, cha bà đã qua đời. Để kiếm sống, Huyền Cơ phải đến một kỹ viện giặt quần áo thuê. Tuy vậy, bà rất hoạt bát, thanh tú, mắt to lông mày mảnh dẻ, da dẻ trắng ngần, nghiễm nhiên có phong thái một tiểu mỹ nhân. Khi lớn lên, Ngư Huyền Cơ xinh đẹp như hoa, quyến rũ mê hồn. Năm Huyền Cơ vừa tròn 15 tuổi, Lý Ức (李億; tự là Tử An 子安), vị trạng nguyên trong kỳ thi năm ấy, đã đến kỹ viện hỏi cưới bà về làm thiếp. Trong thời gian mới kết hôn, đôi kim đồng ngọc nữ Lý Ức và Huyền Cơ sống một khoảng thời gian tươi đẹp khiến người ta đắm say.
Theo Đường tài tử truyện (唐才子傳), phu nhân của Lý Ức là Bùi thị vì gia thế hiển hách, xuất thân từ danh gia vọng tộc ở Sơn Tây, nên khinh rẻ Huyền Cơ thân phận nghèo hèn, khiến bà thường xuyên chịu thiệt thòi. Lý Ức sợ vợ lại còn lưu luyến Huyền Cơ, nên không còn cách nào khác, Lý Ức buộc Huyền Cơ đành phải về Giang Lăng sống nhờ nhà họ hàng. Về sau, đợi mãi mà Huyền Cơ không thấy Lý Ức đến đón mình, bà đành một mình trở về Trường An. Thế nhưng, Lý Ức lại vẫn còn sợ Bùi thị ghen tuông, đành lén sắp xếp cho bà xuất gia tại Hàm Nghi quán (咸宜觀), một đạo quán do Hàm Nghi công chúa của Đường Huyền Tông lập nên. Nữ đạo sĩ thì từ thời xa xưa đã có, tuy nhiên, nữ đạo sĩ ở thời Đường thì lại rất khác. Một số người xuất gia làm đạo sĩ là vì muốn tu hành; một số khác, thường là phần đông, lại lấy việc xuất gia làm cái cớ để họ có một cuộc sống tự do và thoải mái hơn. Những nữ đạo sỹ loại này vì thế không giống kỹ nữ, cũng chẳng giống những cô gái khuê các thông thường, họ là sự tổng hợp của cả hai kiểu người nói trên. [Huyền Cơ] chính là đạo hiệu kể từ khi Ngư thị xuất gia.
Sau khi xuất gia tu đạo không bao lâu, Huyền Cơ gặp được một "Người đàn ông hào hiệp" khiến cuộc sống của bà hoàn toàn thay đổi. Một văn nhân đời Đường tên là Hoàng Phủ Mai (皇甫枚) có ghi lại trong Tam thủy tiểu độc (三水小牘) giai đoạn này của Huyền Cơ rằng: "Nhờ sự chu cấp của người đàn ông hào hiệp, Huyền Cơ du ngoạn khắp nơi. Đồ trang sức quý hiếm thì không hề thiếu. Lại suốt ngày đánh đàn, làm thơ, suốt ngày quấn quýt, vui vẻ". Người đàn ông hào hiệp khiến cuộc sống nữ đạo sĩ của Huyền Cơ thay đổi, Hoàng Phủ Mai không hề nói rõ. Người đời sau căn cứ vào những bài thơ của Huyền Cơ mà dự đoán rằng, người đàn ông bí ẩn này chính là Lưu Đồng (刘同) - Tiết độ sứ Hà Đông.
Vào thời nhà Đường, Tiết độ sứ nắm giữ rất nhiều binh quyền, có thể coi như Lãnh chúa của một địa phương, ngay cả Hoàng đế tại Trường An cũng phải nể nang vài phần. Được một người có quyền lực như vậy che chở khiến tên tuổi của Ngư Huyền Cơ càng thêm lan rộng. Những kẻ đọc sách và ôm mộng công danh, trước khi về kinh khảo thí không ai là không quen biết với bà. Cũng theo thuyết này, khi Lưu Đồng được phong làm Tiết độ sứ tại Tây Xuyên, ông đã đề nghị mang Ngư Huyền Cơ đi theo nhưng bị Nữ đạo sĩ này từ chối. Thường ngày, Ngư Huyền Cơ vẫn qua lại với những tiến sĩ, vừa là tình nhân lại vừa là bạn xướng họa thi văn. Xuất gia nhiều năm và trải qua hàng trăm mối tình khác nhau, danh tiếng phong lưu của bà nổi danh một thời ở Trường An.
Năm Hàm Thông thứ 12 (871) triều Đường Ý Tông, do mắc tội giết chết tỳ nữ Lục Kiều (綠翹), Ngư Huyền Cơ bị Kinh Triệu Phủ doãn là Ôn Chương (温璋) khép tội và xử tử hình. Bà qua đời khi còn chưa quá 30 tuổi.

## Câu chuyện với Ôn Đình Quân

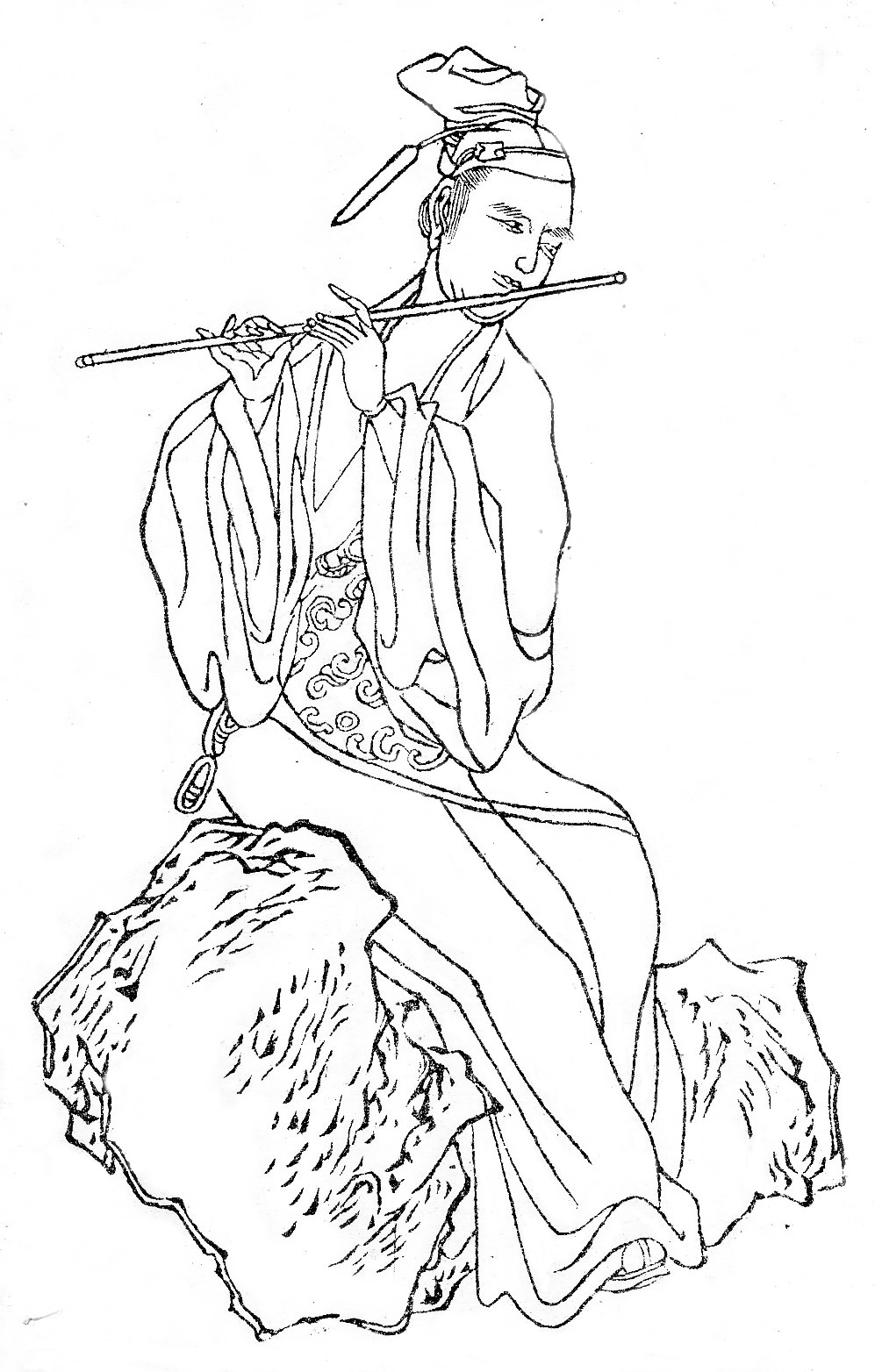
Ôn Đình Quân

Trong cuộc đời của mình, Ngư Huyền Cơ qua lại với rất nhiều người đàn ông, trăng hoa thì nhiều nhưng đá vàng cũng không hề ít. Tuy nhiên, có lẽ mối tình được nhiều người nhắc tới nhất chính là câu chuyện tình nhiều nước mắt giữa Huyền Cơ và Ôn Đình Quân, người bạn vong niên đồng thời cũng là người thầy dạy thơ của cô.
Ôn Đình Quân là một văn nhân nổi tiếng thời Vãn Đường, là người đặt nền móng quan trọng cho thể loại từ, một thể loại văn học mà về sau rất phát triển dưới thời nhà Tống. Ông cùng là tiến sĩ đỗ khoa thi với Lý Ức. Dù đường công danh chẳng mấy suôn sẻ, song văn tài của Ôn Đình Quân lại vang khắp xa gần, không ai có thể đè nén nổi. Dù tài năng nổi tiếng, song tướng mạo Ôn Đình Quân tương truyền rất xấu xí.
Ông Đình Quân gặp Ngư Huyền Cơ lần đầu tiên khi Huyền Cơ còn đang giặt quần áo cho một kỹ viện ở thành Trường An. Lúc bấy giờ, Ngư Huyền Cơ chỉ mới khoảng 12 tuổi. Ôn Đình Quân thấy Huyền Cơ còn nhỏ mà thông minh lanh lợi nên nhận Huyền Cơ làm đệ tử, đồng thời giúp tiền bạc cho mẹ con cô sinh sống. Khi ấy, Huyền Cơ nhận sự chăm sóc của Ôn Đình Quân như một người thầy, một ân nhân của mẹ con mình.
Tới năm Ôn Đình Quân 50 tuổi, ông đỗ tiến sĩ nhưng do làm loạn trong trường thi nên chỉ được bổ nhiệm một chức huyện úy nhỏ bé ở tận vùng Hồ Bắc. Lúc này, Huyền Cơ cảm kích tấm lòng, thán phục tài năng, từ lâu đã gởi gắm con tim non trẻ nơi người thầy nhưng không biết bày tỏ thế nào, nên trước khi Ôn Đình Quân lên đường, Huyền Cơ liên tục gửi thư bày tỏ tình cảm của mình. Đình Quân tài tình phi phàm nhưng diện mạo cực xấu nên tuy thương yêu Huyền Cơ nhưng vẫn giữ nguyên tắc, không dám vượt qua ranh giới mà giới thiệu Huyền Cơ cho Lý Ức, cho nên Lý Ức mới đến xin lấy Huyền Cơ làm tiểu thiếp. Dẫu vậy, Huyền Cơ và Ôn Đình Quân vẫn hay sáng tác thơ, trao đổi tin tức với nhau.
Tương truyền, sau khi nghe tin cái chết của Huyền Cơ, Ôn Đình Quân từ đó thần trí thẫn thờ, hay giao du qua lại với các kỹ nữ. Người ta nói rằng, sở dĩ như vậy là do Ôn Đình Quân tự trách mình năm xưa đã đẩy Huyền Cơ vào chỗ bi kịch.

## Tác phẩm

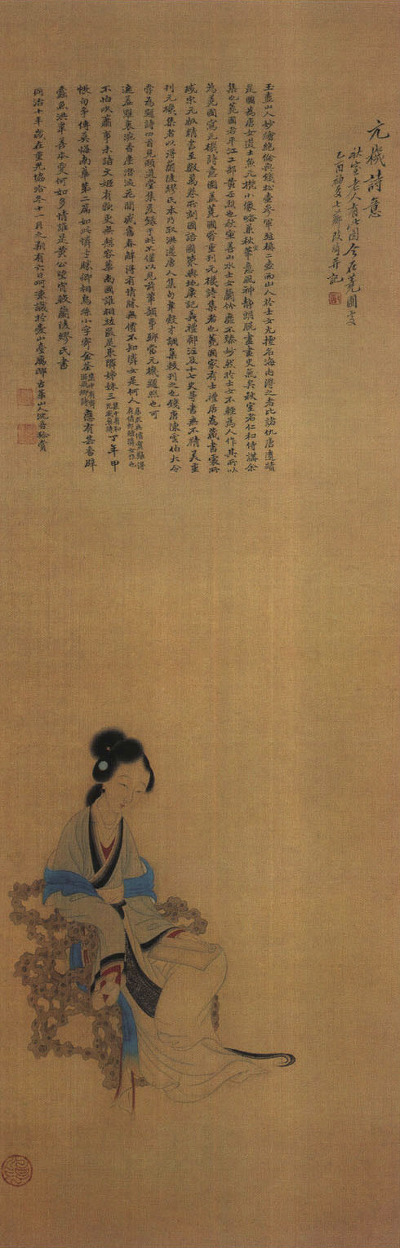
Bức họa Nguyên Cơ thi ý đồ (元機詩意圖) của họa sĩ đời Thanh tên Cải Kỳ (改琦).

Ngư Huyền Cơ biết viết thơ văn, nên tác phẩm tương đối nhiều. Do về sau mắc tội, mà cũng dần tiêu tán, chỉ còn chép lác đác trong một số sách vở. Số lượng bài thơ còn lại của bà khoảng 49 bài, đều được tập hợp trong tập Đường nữ lang Ngư Huyền Cơ thi (唐女郎鱼玄机诗) thời Nam Tống. Tại Văn uyển anh hoa (文苑英华) có chép thêm một bài Chiết dương liễu (折杨柳), đã nâng tổng số bài thơ của bà lên là 50 bài.
Khi Ôn Đình Quân nhận bà làm môn đệ thi học. Buổi sơ tập, Ôn Đình Quân lấy thi đề Giang biên liễu (江邊柳; Cây liễu ven sông) để Ngư Huyền Cơ làm bài thơ theo thể ngũ ngôn. Ngư Huyền Cơ chỉ mươi phút đã viết xong:
| 江邊柳 ... 翠色連荒岸， 煙姿入遠樓。 影鋪秋水面， 花落釣人頭。 根老藏魚窟， 枝低系客舟。 蕭蕭風雨夜， 驚夢複添愁。 | Giang biên liễu ... Thuý sắc liên hoang ngạn, Yên tư nhập viễn lâu. Ảnh phô thu thủy diện, Hoa lạc điếu nhân đầu. Căn lão tàng ngư quật, Chi đê hệ khách chu. Tiêu tiêu phong vũ dạ, Kinh mộng phức thiêm sầu. | Cây liễu bên sông ... Màu xanh biếc liên tiếp với bờ hoang, Dáng dấp khói sương nhập vào lầu xa. Bóng phô trương trên mặt nước mùa thu, Hoa rụng xuống đầu người đi câu. Rễ già làm hang cho cá ẩn nấp, Cành rủ xuống để thuyền khách cột. Reo vi vu trong đêm mưa gió, Giấc mộng kinh hãi càng buồn thêm. |

Bài Tặng lân nữ (贈鄰女), đây là bài thơ khiến danh tiếng của Ngư Huyền Cơ vang dội nhất, với câu từ bất hủ "Dị cầu vô giá bảo, nan đắc hữu tình lang" lưu truyền nhiều đời:
| 贈鄰女 ... 羞日遮羅袖， 愁春懶起妝。 易求無價寶， 難得有情郎。 枕上潛垂淚， 花間暗斷腸。 自能窺宋玉， 何必恨王昌。 | Phiên âm ... Tu nhật già la tụ, Sầu xuân lãn khởi trang. Dị cầu vô giá bảo, Nan đắc hữu tình lang. Chẩm thượng tiềm thuỳ lệ, Hoa gian ám đoạn trường. Tự năng khuy Tống Ngọc, Hà tất hận Vương Xương. | Dịch thơ ... Thẹn nắng tay che lụa, Buồn xuân ngại điểm trang. Dễ kiếm bán vô giá, Khó tìm được tình lang. Trên gối thầm rơi lệ, Bên hoa đau xé lòng. Có thể nhìn Tống Ngọc, Sao phải hận Vương Xương. |